# Letiště Břeclav
Veřejné vnitrostátní letiště Břeclav (ICAO: LKBA), leží 3,5 km severně od města Břeclav v ulici Letiště, na souřadnicích 48° 47' 27" N, 16° 53' 33" E. Letiště v Břeclavi je vybaveno travnatou dráhou ve směru 26/08 o délce 740 m, na letišti je poskytována služba Břeclav RADIO na frekvenci 119,655. Provozovatelem letiště je spolek Aeroklub Břeclav z.s.
Letiště Břeclav je vybaveno pro lety VFR den. 
Provozovatel letiště Aeroklub Břeclav nabízí lety motorovými i bezmotorovými letouny. V nabídce má letouny Zlin Z143, Cessna 172 a L23 Blaník.